# Vanakubja
Koordinaten: 58° 29′ N, 22° 14′ O
Vanakubja ist ein Dorf (estnisch küla) auf der größten estnischen Insel Saaremaa. Es gehört zur Landgemeinde Saaremaa (bis 2017: Landgemeinde Mustjala) im Kreis Saare.
Das Dorf hat 35 Einwohner (Stand 31. Dezember 2011).